# Bare (Busovača, BiH)
Bare su naseljeno mjesto u općini Busovača, Federacija Bosne i Hercegovine, BiH.

## Stanovništvo

### 1991.
Nacionalni sastav stanovništva 1991. godine, bio je sljedeći:
ukupno: 337
- Hrvati - 324
- Muslimani - 9
- Srbi - 1
- Jugoslaveni - 1
- ostali, neopredijeljeni i nepoznato - 2

### 2013.
Nacionalni sastav stanovništva 2013. godine, bio je sljedeći:
ukupno: 383
- Hrvati - 360
- Bošnjaci - 16
- Srbi - 4
- ostali, neopredijeljeni i nepoznato - 3